# Autumn Tears
Autumn Tears — американская музыкальная группа, играющая неоклассику. Группу также иногда причисляют к представителям дарквейв или нью-эйдж.

## История
Основана в 1995 году Эрикой (вокал, аранжировки) и Тэдом (клавишные и фортепьяно, аранжировки, вокал). После интенсивного периода написания песен и многочисленных репетиций группа начала запись в West Sound Studios. В апреле 1996 года выходит их первый альбом «Love Poems for Dying Children: Act I» выпущенный на их собственном лейбле Dark Symphonies. Музыка «Love Poems…» основывалась на симфонических аранжировках, созданных чтобы отразить сильные эмоции тоски и одиночества. Влияние на группу оказывали древние хоралы, классическая музыка и современные группы (такие как Dead Can Dance, Anchorage, Stoa, Enya).
В мае 1997 года, Autumn Tears выпускают свой второй альбом «The Garden of Crystalline Dreams — Love Poems for Dying Children: Act II.»
Эрика покинула Autumn Tears после выпуска «Act II’s», чтобы заняться написанием собственного романа. Новая вокалистка Дженифер ЛиАнна, обладающая огромным опытом и потрясающим талантом, присоединилась к группе. Первый релиз «Act I» был изначально выпущен тиражом в 2000 экземпляров и быстро распродан, но, ввиду большого спроса на него со стороны публики, он был переоформлен и заново издан в 1998 году. Все песни были заново записаны и сведены. Песня «The Intermission» (на которой дебютировала Дженифер) была добавлена к диску в качестве бонуса.
В декабре 1999 года Эрика вернулась в Autumn Tears.
В июле 1999 года Autumn Tears выпускают мини-альбом «Absolution».
В июне 2000 года группа выпускает свой третий и самый эпический, на тот момент, альбом «Love Poems for Dying Children, Act III: Winter and the Broken Angel».
В 2004 году, после четырёх лет молчания, группа выпускает альбом «Eclipse», который описывается на официальном сайте Autumn Tears, как «самый эпический, концептуальный и лучший неоклассический альбом группы. Мощные скрипки, акустические гитары и деревянные духовые инструменты вместе образуют грандиозную оркестровую музыку, рисующую фон для потрясающих вокальных партий, варьирующихся от оперных и классических соло до Балтийских хоральных пассажей и дуэтов».
В 2007 году после десятилетия своего существования группа являет на свет свой последний релиз — «The Hallowing» «Навеянный такими мастерами классики как Брамс, Бах, Хейдэн, Малер и многих др. Autumn Tears гордятся богатством и разнообразием аранжировок, основанных на теории музыки»

## Состав

### Нынешние участники
- Ted Tringo — Композитор, аранжировки, клавишные, лирика, фортепиано и вокал.
- Terran Olson — Кларнет, флейты, ранее колокольчик
- MaryBeth Kern — Кларнет, флейты
- Лидер- и бэк-вокал, лирическая основа, вокальные аранжировки — Brona McVittie
- Лидер- и бэк-вокал, лирическая основа, вокальные аранжировки — Dawn Desiree Smith
- Первая скрипка и струнные аранжировки — Brian Schmidt
- Первая скрипка и струнные аранжировки — Julian Spiro
- Tom Moth — Классическая арфа
- Anubis — Оркестровые ударные
- George Ball — Snare drums
- Luke Payne — Виолончель
- Kelly Ralsto — Альт
- Виолончель — Molly Leigh Jones
- Валторна — John Clark
- Труба — Chad Bell
- Тромбон — Victor Fuenmayor

### Бывшие участники
- Erika — композитор, лид и бэк вокал, клавишные, фортепиано.
- Jennifer LeeAnna — Композитор, лид и бэк вокал, вокальные аранжировки, клавишные, фортепиано.
- Laurie Ann Haus — Лидер- и бэк-вокал.
- Greg Ball — Контрабас и акустическая гитара.

## Дискография

### Альбомы
- 1996 Love Poems for Dying Children, Act I
- 1997 Love Poems for Dying Children, Act II: Garden Of Crystalline Dreams
- 1998 Love Poems for Dying Children, Act I:REPRISE MCMXCVIII (exclusive track «The Intermission»)
- 2000 Love Poems for Dying Children, Act III: Winter and the Broken Angel
- 2004 Eclipse
- 2007 The Hallowing
- 2018 Convalescence: A Retrospective (Сompilation)
- 2019 Colors Hidden Within The Gray
- 2020 The Air Below The Water
- 2021 The Glow Of Desperation
- 2022 Widowing
- 2023 Guardian of the Pale

### Мини-CD
- 1999 Absolution
- 2018 The Origin Of Sleep (EP)